# Бела-Виста
Бела-Виста (порт. Bela Vista) — муниципалитет в Бразилии, входит в штат Мату-Гросу-ду-Сул. Составная часть мезорегиона Юго-запад штата Мату-Гроссу-ду-Сул. Входит в экономико-статистический микрорегион Бодокена. Население составляет 22 912 человек на 2007 год. Занимает площадь 4895,543 км². Плотность населения — 4,68 чел./км².

## История
Город основан 20 июля 1908 года.

## Статистика
- Валовой внутренний продукт на 2003 год составляет 138 358 773,00 реалов (данные: Бразильский институт географии и статистики).
- Валовой внутренний продукт на душу населения на 2003 год составляет 6064,11 реала (данные: Бразильский институт географии и статистики).
- Индекс развития человеческого потенциала на 2000 год составляет 0,755 (данные: Программа развития ООН).